# Conservatorio Luigi Cherubini
Il Conservatorio Luigi Cherubini è un istituto superiore di studi musicali fondato a Firenze nel 1849.
Con la riforma dell'istruzione artistica del 1923 venne istituito come Real Conservatorio di Musica "Luigi Cherubini" ed è oggi annoverato fra i più importanti d'Italia. Si trova in piazza delle Belle Arti, all'angolo con via degli Alfani, nello stesso isolato dell'Accademia di belle arti, della Galleria dell'Accademia e dell'Opificio delle Pietre Dure.

## Storia dell'edificio e dell'istituto
L'edificio, realizzato dal granduca Pietro Leopoldo nel 1784, come ricorda l'iscrizione sul portale principale, occupa una porzione di quello che anticamente era il monastero femminile benedettino di San Niccolò di Cafaggio, soppresso da Pietro Leopoldo di Lorena nel 1782. Fu lo stesso granduca a esprimere la volontà di ridisegnarne e quindi destinarne il complesso a una accademia, scelta che nel corso del tempo determinò la riconfigurazione della struttura. Il progetto di riduzione fu redatto da Bernardo Fallani ed è ampiamente documentato nelle carte dell'Archivio storico del Comune di Firenze. I lavori furono diretti prima da Gasparo Maria Paoletti, poi da Giuseppe Del Rosso, e la sua destinazione ad accogliere istituzioni comunque riconducibili all'originale intenzione ha portato a questa ripartizione: l'Opificio delle Pietre Dure per la porzione che prospetta su via degli Alfani e l'Accademia delle Belle Arti per l'area su via Ricasoli verso via Cesare Battisti, quest'ultima a occupare anche gli spazi già dello Spedale di San Matteo.
L'Istituto Musicale ebbe dunque origine nel 1849, come dipendente dall'Accademia delle Belle Arti, che in realtà già dal 1811 aveva istituito insegnamenti dedicati alla musica e alla declamazione. L'Archivio Storico del Comune di Firenze attesta al 1853 la redazione di vari disegni da parte dell'architetto Francesco Mazzei per un progetto di ristrutturazione dell'intero complesso. L'istituto divenne autonomo nel 1860, assumendo la denominazione di Regio Istituto Musicale di Firenze.

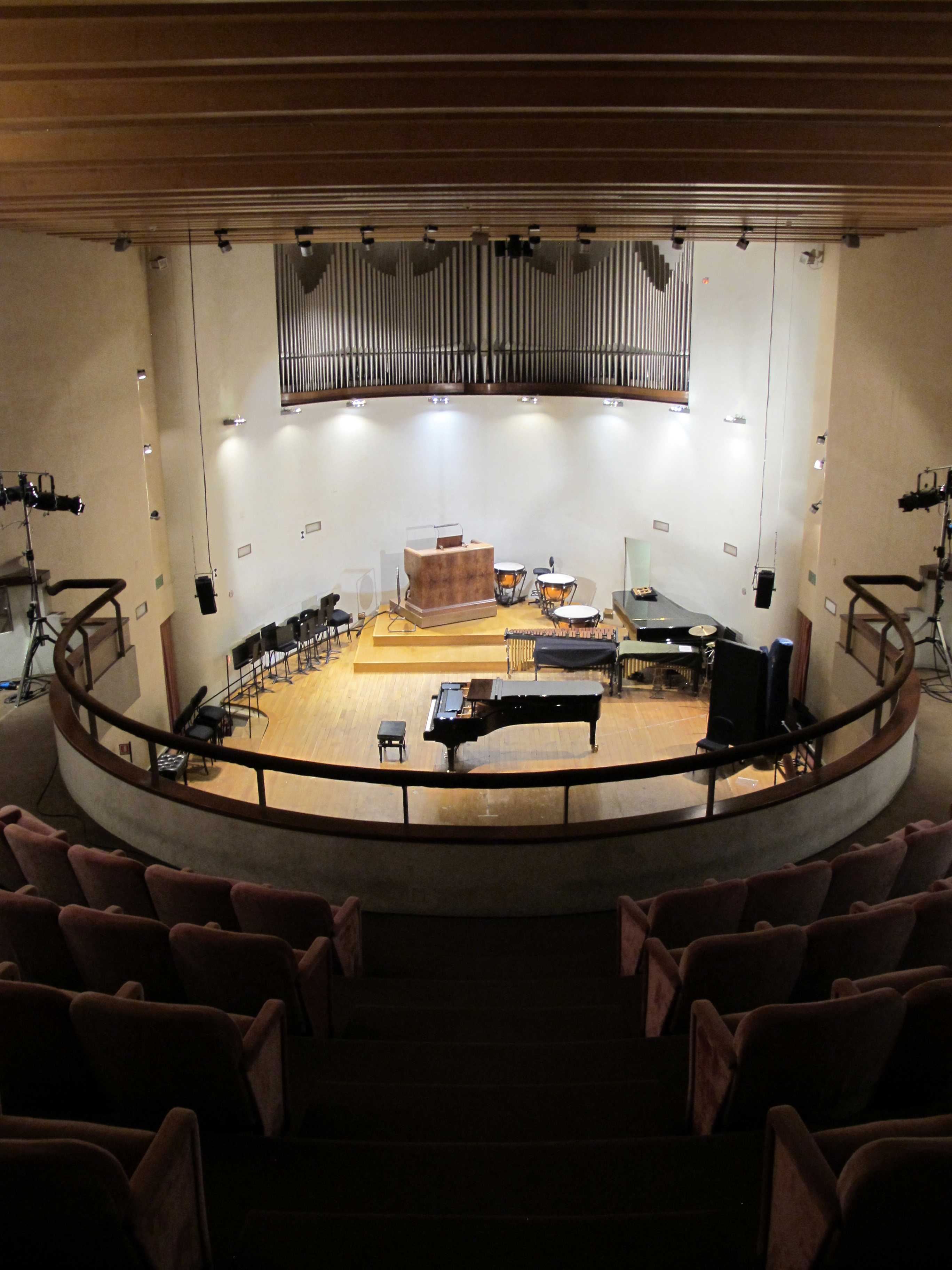
Conservatorio "L. Cherubini" di Firenze. Sala del Buonumore, Pietro Grossi

Nel 1931, con l'acquisizione di nuovi ambienti, su progetto e direzione dei lavori dell'architetto Rodolfo Sabatini, si provvide a trasformare la Sala del Buonumore (dove aveva tenuto le proprie adunanze la Accademia dei Georgofili) e gli spazi circostanti in un grande auditorium da concerto, capace di 1100 posti, inaugurato nell'aprile del 1936. 
L'intera sede del conservatorio, compresa la Sala del Buonumore, fu restaurata a metà degli anni Ottanta del '900. In quel periodo, le lezioni furono spostate in uno storico edificio poco distante, in via Bufalini 11. La facciata fu poi ripulita nel 1996, con un intervento straordinario in occasione del Consiglio Europeo di quell'anno. Nello stesso anno, fu trasferito in spazi annessi alla Galleria dell'Accademia il Museo degli Strumenti Musicali. 
Nel '900, il "Cherubini" ha annoverato tra i suoi direttori e insegnanti alcune tra le figure più importanti della vita musicale italiana: Giovanni Pacini, Luigi Ferdinando Casamorata, Guido Tacchinardi, Ildebrando Pizzetti, Eriberto Scarlino, Arnaldo Bonaventura, Giacomo Setaccioli, Alberto Franchetti, Guido Guerrini, Vito Frazzi, Adriano Lualdi, Antonio Veretti, Guido Turchi, Valentino Bucchi, Firmino Sifonia, Orazio Frugoni, Antonio Bacchelli, Lucia Passaglia, Franco Rossi, Leonardo Pinzauti. Tra gli alumni: Mario Castelnuovo-Tedesco, Luigi Dallapiccola, Filippo Torrigiani, Eva Mei, Nazzareno Carusi, Susanna Rigacci, Alessandra Ammara, Dario Nardella, Roberta Voltolini, Sergio Maltagliati, Roberto Martinelli.

## Descrizione
Per quanto riguarda gli esterni si segnala il portale, realizzato su disegno di Gasparo Maria Paoletti, già posto quale accesso ai locali dell'Accademia di belle arti e qui rimontato tra il 1934 e il 1936 in occasione degli interventi di restauro alla struttura diretti prima da Amedeo Orlandini e quindi da Alfredo Barbacci.
All'interno conserva una pregevole biblioteca, con numerosi manoscritti e autografi, fra cui alcuni di Gioachino Rossini e Claudio Monteverdi, ed un museo di strumenti musicali antichi, che vengono esposti di solito in sale alle quali si accede dal Museo dell'Accademia.
Fra queste rarità musicale figurano soprattutto strumenti settecenteschi, acquistati dal granduca Ferdinando III di Toscana, come violini, viole e violoncelli, alcuni dei quali realizzati da Stradivari, nonché numerose curiosità musicali, come il clavicembalo di Bartolomeo Cristofori, inventore del pianoforte.

### Sala concertistica

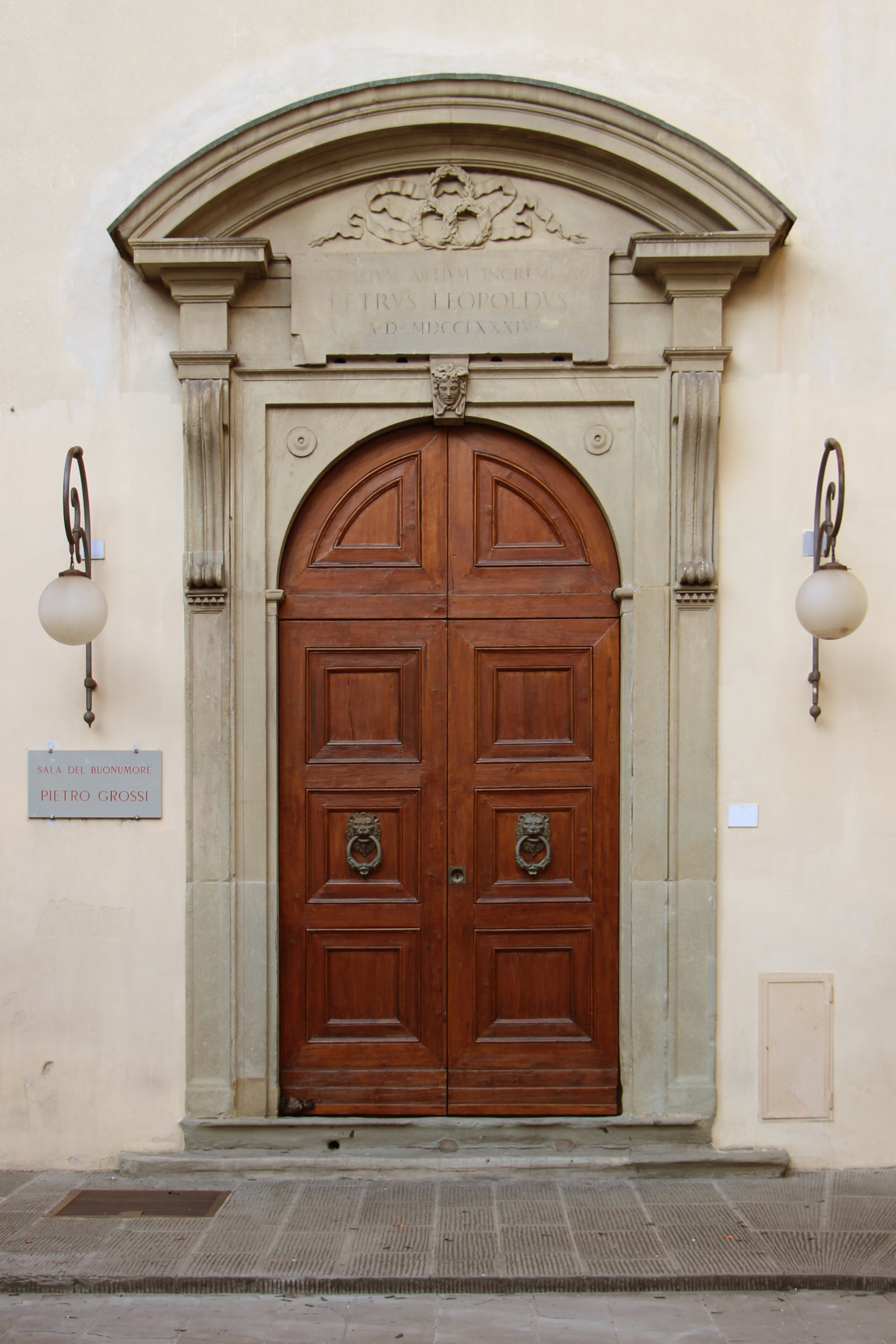
Portale della sala da concerti

La sala con la denominazione del "Buonumore" venne realizzata sin dal 1784. Con la riforma del 1923 la sala venne ristrutturata su disegno dell'architetto Rodolfo Sabatini e acquistò una nuova fisionomia grazie alla creazione di una galleria con balconcini laterali e a un palcoscenico dotato di cantoria per organo. L'aspetto attuale della sala deriva da importanti lavori di adeguamento alle normative vigenti e di rinnovamento dell'arredo realizzati a partire dal 1968 e ultimati alla fine degli anni '80. Dispone di 250 posti a sedere.
La sala, restaurata nel 2010, ospita le più importanti iniziative promosse dal Conservatorio, che vedono come protagonisti gli studenti, ma anche grandi musicisti e studiosi, invitati dal Conservatorio in occasione di seminari, convegni e importanti iniziative didattiche e artistiche realizzate spesso in collaborazione con altre Istituzioni culturali italiane e straniere.

## L'Accademia nazionale Luigi Cherubini
L'Accademia nazionale Luigi Cherubini di musica, lettere e arti di Firenze fu istituita nel 1860 con il nome di Accademia dell'Istituto musicale di Firenze. Ha lo scopo di diffondere la cultura e l'arte musicali, unitamente alle lettere e le arti, che promuove tramite convegni di studiosi, concorsi per opere musicali, artistiche e letterarie, per lavori di storia, critica ed estetica, per la costruzione di strumenti e per tutto ciò che si riferisce all'arte e alla cultura. Ha sede presso il conservatorio Luigi Cherubini di Firenze, il cui direttore ne è di diritto anche il presidente. L'accademia si articola nelle tre classi di musica, lettere ed arti ed è formata da accademici effettivi, accademici onorari e soci benemeriti. Gli accademici effettivi sono scelti tra italiani o stranieri residenti in Italia che hanno acquisito distinta fama come compositori, interpreti, musicologi, scrittori o artisti. Gli accademici onorari hanno gli stessi caratteri, ma sono scelti tra persone straniere o italiani residenti all'estero. I soci benemeriti sono persone anche al di fuori di questi caratteri che hanno portato contributi validi ed efficaci alla vita dell'accademia. I nuovi accademici e soci vengono designati dal consiglio degli accademici effettivi, che non possono essere più di centocinquantuno: settantasei per la classe di musica, trenta per la classe di lettere, quarantacinque per la classe di arti. Il numero degli accademici onorari e dei soci benemeriti è indeterminato. Una commissione di cinque accademici cura e pubblica gli atti accademici.
Furono accademici, tra gli altri: Franco Ferrara, Aldo Carpi, Gino Roncaglia, Bruno Bettinelli, Ennio Porrino, Franco Gulli, Massimo Amfiteatrof, Sandro Fuga, Mario Fabbri, Andrea Della Corte.